# Gnome et Rhône 14N
El Gnôme-Rhône 14N era un motor aeronáutico de tipo radial de 14 cilindros y dos hileras refrigerado por aire diseñado y fabricado por la firma Gnome et Rhône justo antes del comienzo de la II Guerra Mundial; fue un desarrollo del Gnome-Rhône 14K. La confiabilidad del 14K era deficiente, por lo que Gnome et Rhône llevó a cabo un importante rediseño, utilizando diferentes materiales para los pistones y las válvulas, y ampliando las aletas de enfriamiento para aumentar el área de superficie en un 39%.
El 14N se introdujo en 1937 y se instaló rápidamente en varios modelos de aviones. En 1939, pequeñas mejoras permitieron a Gnome et Rhône aumentar la relación de compresión de 6,1:1 a 6,8:1, lo que aumentó la potencia. El 14N se usó en diversos tipos de aviones franceses, principalmente de las compañías Avions Amiot, Avions Marcel Bloch y Farman, el polaco (PZL P.24) e incluso uno alemán
El 14N se desarrolló aún más hasta convertirse en el Gnome-Rhône 14R con un sobrealimentador de dos etapas, pero este tipo no se usó ampliamente hasta después de la Segunda Guerra Mundial , ya que la producción de motores mejorados se vio restringida por el armisticio con Alemania.

## Diseño y desarrollo
DISEÑO INICIAL
A pesar del innegable éxito comercial del Gnome et Rhône 14K, su entrada en servicio, particularmente en las Fuerzas Aéreas francesas, puso de manifiesto la falta de fiabilidad de este motor. Las principales críticas se referían al rendimiento, la refrigeración y la resistencia. Por ello, el fabricante acometió una mejora en el diseño de su 14 cilindros.
Un tipo intermedio con la designación Gnome et Rhône 14L no ha dejado huellas en la documentación francesa y solo se conoce a través de una fuente estadounidense. Este era una versión de mayor carrera del 14K, 185 mm frente a 165, lo que aumentaba la cilindrada a 43,36 l, un 12 % más que el motor original. Con una relación de compresión de 6,1 a 1 (ya utilizada para algunos modelos experimentales del 14K), se decía que daba 1000 hp a 4000 m. El cambio de "familia", de K a L, sugiere que este motor se benefició de las mejoras presentadas en el Gnome et Rhône 18L mucho más conocido; a saber, refuerzo de las partes sujetas a estrés (pistones, valvulas, biela y cigüeñal), nuevos diseños de los conjuntos cilindro / culata con pasajes de gas optimizados y superficies de enfriamiento aumentadas en un 39 %. También se modificó el sistema de sellado del compresor (que evita que el lubricante de los rodamientos se introduzca en la entrada) y los anillos reemplazaron a los anillos de laberinto anteriores. Finalmente, se proporcionó una circulación de aceite para los balancines de los cilindros superiores en lugar de la "grasa consistente" de los modelos anteriores. Sin embargo, el 14L se quedó sin futuro y Gnome et Rhône volvió a la carrera de 165 mm para una nueva versión, que incorporaba todas las mejoras de la serie L, pero se mantenía unida a la serie K por su cilindrada. La relación volumétrica era la del 14L, es decir, 6,1 a 1. El carburador Zénith -Stromberg o Bronzavia recibió control altimétrico automático así como un limitador de admisión desconectable.
Presentado como “en curso de aprobación” bajo la designación 14N-0 desde la primavera de 1936, este gran desarrollo también se conoció en un principio como el “14K modelo 1937”, reforzando el olvido del 14L. A partir de su presentación en el Salón Aeronáutico de 1936, se comenzó inmediatamente la producción en masa y el nuevo motor fue adoptado rápidamente para propulsar muchos modelos de aeronaves, mientras que el 14K desaparecía del catálogo de los fabricantes.
Así, el 14N básicamente tomó la arquitectura del 14K y ciertos modelos de la primera serie fueron 14K modificados saliendo de fábrica o en los talleres. Los diferentes tipos comercializados fueron:
- 14N 0/1 : modelo inicial, derivado del 14K - Rueda compresora de 294  mm de diámetro, accionada a 8,94 veces la velocidad del cigüeñal - 890 hp de sobrecarga en el despegue y 940 hp restablecidos a 3900 m. Las versiones 14N 6/7 tenían las mismas prestaciones pero con instalación de hélice de transmisión directa, mientras que todos los demás modelos están equipados con un reductor de engranajes cónicos tipo Farman, de relación 2/3.
- 14N 2/3 : igual que 14N 0/1 pero con compresor multiplicador 6.40 – 1050 hp sobrecarga en despegue y 1010 hp a 1520 m.
- 14N 10/11 , 14N 14/15 y 14N 34/35 : resultantes de la transformación de los modelos 14Kirs/Kjrs, lo que les otorga una relación de compresión limitada a 5,5:1, y un compresor de 280  mm de diámetro accionado a 8,52 veces la velocidad del motor. Los tres modelos dan 910  CV en sobrecarga al despegue y 900 hp restablecidos a 3000 m; se diferenciaban únicamente en ciertos accesorios.
- 14N 16/17 : versión civil del 14 N 2/3, con  compresor de  280 mm de diámetro con relación 6,40. Potencia de 935 hp en sobrecarga en el despegue y restablecida a 900 hp a 1760 m.
- 14N 18/19 : mejora del 14N 10/11 instalando pistones de alta compresión (6.1:1)
- 14N 4/5 y 14N 30/31 mejora de los primeros 14N al montar pistones con mayor compresión (6,8:1), índice que se encontrará en las últimas series. Estos dos motores solo difieren en la relación de transmisión de la hélice.

Según la nomenclatura vigente a finales de la década de 1930 en Francia, los motores con índice par se denominaban “negativos” y los de número impar “positivos”. Un motor positivo giraba en el sentido de las agujas del reloj (dcha) para un observador frente a él. Como resultado, el 14N 0 y el 14N 1 diferían solo en su dirección de rotación, lo que significaba que una serie de piezas no eran intercambiables entre ellos (placa de leva, carcasa de admisión y tapa trasera esencialmente).
DESARROLLOS POSTERIORES
En 1938 se presentaron las evoluciones de la familia 14N, que fueron las primeras en superar con éxito las nuevas normas de homologación del Service technique de l'aéronautique más restrictivas que las anteriores. La refrigeración se incrementó aún más mediante el uso de culatas con aletas (35  dm² por litro de cilindrada), mientras que la adopción de pistones abovedados aumentó la relación de compresión a 6,8:1. Pequeñas mejoras también afectaron al montaje de las culatas, ahora atornilladas sin aro mediante una rosca de "artillería" .(rosca de perfil cuadrado que elimina las tensiones radiales), así como la distribución de válvulas equipada con levas de perfil mejorado y nuevos balancines. También se revisó la lubricación: la circulación de aceite pasó a ser toda distribución y su caudal se duplicó pura y simplemente (1950 l por hora), acompañado de un sistema de inyección adicional para arranques en frío, durante el cual se volvió a los anillos laberinto del 14K para el sellado. Todas estas modificaciones permitieron finalmente superar francamente el hito de los 1000 hp:
- 14N 20/21 y 14N 38/39 : Compresor de 294 mm  de diámetro, girando a 8,94 veces la velocidad del motor. Cojinetes de cigüeñal de bronce emplomado - 1135 hp sobrecargados al despegue, 1020 hp restaurados a 4000 m. Los dos modelos se diferencian únicamente en el adaptador de hélice, que siempre se acciona a través de una caja de cambios tipo Farman con una relación de 2/3.
- 14N 24/25 : tipo intermedio entre la serie antigua y la nueva, biela regula pero sin lubricación reforzada, segmentación especial. Compresor de 294 mm de diámetro, girando a 8,94 veces la velocidad del motor. Potencia de 1120 hp con sobrecarga en el despegue, 1000 hp restablecidos a 3600 m.
- 14N 48/49 : como el 38/39, pero con cojinetes de biela regulados - 1180 hp sobrecargados al despegue, 1070 hp restablecidos a 3700 m. Sobrecargados (limitadores de admisión desactivados), estos motores dieron por un corto período 1300 hp a 2150 m.

En el Salón Aeronáutico de 1938, el fabricante presentó un desarrollo final de la serie, el 14N 50 “cuyas pruebas secretas aún continúan”. De hecho, fue un rediseño importante donde encontramos algunas características de la serie Gnome-Rhône 14P, anunciada regularmente pero abandonada después de la construcción de algunos prototipos, como nuevos cárteres, varillaje de cojinete central, compresor de siete salidas con tubos divididos, refuerzos múltiples, y aumento del tamaño de las aletas que aumentó a 69,4 dm² de superficie por litro. Por último, y sobre todo, destacaba su compresor de dos velocidades. Este motor entregaba una potencia de 1400 hp al despegue y 1300 hp a 1500 m (1.ª marcha) y 1200 hp a 4000 m (2.ª marcha), pasó rápidamente a designarse Gnome-Rhône 14R. El 14R equipó algunos prototipos de 1940 (LeO 455, Loire-Nieuport LN 10, Bloch MB 157, Amiot 355), pero no fue construido en serie como SNECMA 14R antes del final de la II Guerra Mundial, porque lo prohibía la convención del Armisticio de 1940. Con una potencia de más de 1300 hp cuando se presentó, se esperaba que finalmente alcanzara los 1700 hp.
Durante la ocupación alemana la producción del 14N continuó en beneficio de la Fuerza Aérea de Vichy, para equipar la serie autorizada por la comisión de armisticio del Lioré y Olivier LeO 451, y en beneficio de los alemanes que utilizaron el motor para propulsar el hexamotor de transporte Messerschmitt Me 323.
Al final de la II Guerra Mundial, SNECMA (Société nationale d'étude et de construction de moteurs) , que había sucedido a Gnome et Rhône, intentó volver a fabricar versiones actualizadas del 14N (identificado como Snecma 14N 54/55, 66/67, 68/69 y 70/71) y 14R; fue un completo fracaso por la imposibilidad de conseguir con estos motores de viejo diseño los estándares de confiabilidad y desempeño entonces vigentes.  La producción total, de 1946 a 1954, no superó los 500 14N y 500 14R. Los intentos de crear nuevos desarrollos basados en los diseños anteriores a la guerra (el 14U del 14R o el 14S y 14X del 14M) también fracasaron. Como sucedió con Gnôme et Rhône en 1922, el salvador de Snecma fue una vez más la firma británica Bristol Engine Company, a quien se le compró la licencia del excelente Bristol Hercules.

## Licencias
Tras el endurecimiento de las relaciones internacionales en 1938, el 14N fue catalogado como "material secreto" y prohibida su exportación, así como la venta de licencias. Pero los muchos licenciatarios de 14K hicieron que sus fabricantes se beneficiaran más o menos de algunas de las evoluciones de la serie. Se vendió una única licencia del 14N, a la firma inglesa Alvis Car and Engineering Company Ltd, al mismo tiempo que las del 14M y 18L. La versión inglesa del 14N se diferenciaba de la original por la adaptación de los materiales y roscas a los estándares británicos y sobre todo por una modificación de la caja de admisión que sólo disponía de siete salidas recibiendo split pipes (disposición adoptada por los 14M, 18L y 14R). Bautizado Alvis Pelides, el motor fue presentado a la prensa inglesa en 1936 y homologado al año siguiente. Pero quedó, como los otros dos, en un fracaso comercial y nunca fue montado en un avión.  Sin embargo, con el Alvis Leonides que se basaba en una interpolación del 14M, la firma británica supo transformar este fracaso en un verdadero éxito técnico y comercial 
En Japón, la firma Mitsubishi, que había adquirido la licencia del Gnome-Rhône 14K en 1935, no lo puso en producción, pero permaneció atenta a los avances del fabricante de motores francés, llegando a utilizar muchas de las características del 14K y 14N en su Kinsei. Testado en 1942 por los ingenieros estadounidenses de la compañía Curtiss-Wright, este motor fue reconocido como una "mezcla" de las soluciones extranjeras más probadas y las más adaptadas a las posibilidades industriales de Japón. Le debía a Gnome et Rhône su cárter central de una sola pieza en aleación ligera forjada, sus cilindros con válvulas estrechamente espaciadas y aletas tan finas como el 14N (pero sin el dispositivo compensador de expansión), así como la distribución completamente en la parte delantera bajo un cárter separador. En sus inicios, el motor usaba, como el 14K y el 14N, un cigüeñal que carecía de cojinete central y equilibrio dinámico, pero ambas características se incorporaron en versiones posteriores del Kinsei.

## Enfoque crítico
El Gnome et Rhône 14N fue el último "gran" motor francés del periodo de preguerra. Desde la primera serie del 14K de la que se derivó, la potencia y la fiabilidad habían progresado mucho, pero ambas permanecían por debajo de lo que se producía en otros países en 1940. El diseño carecía de las disposiciones adoptadas en Inglaterra y Estados Unidos, como el cojinete central, el equilibrado dinámico del cigüeñal, y sobre todo un compresor de dos velocidades. Sin embargo, el fabricante del motor conservó una reputación relativa. En una entrevista de 1973, el ingeniero Jacques Lecarme dijo: «(en 1940), no teníamos buenos motores, los menos malos eran el Gnome et Rhône»  . Y al mismo tiempo, los antiguos técnicos del Centro de Pruebas de Equipos de Aire (CEMA) se burlaron de la producción del único competidor francés de Gnome et Rhône, la firma Hispano-Suiza, cuyos motores habrían debido su reputación, al hermoso esmalte negro de sus cilindros.
Cuando Alvis quiso licenciar los 14N, 14M y 18L, el director de desarrollo y producción de motores del Ministerio Británico de Producción Aeronáutica, George Purvis Bulman, escribió: Los motores Gnome & Rhône eran buenos, pero no mejores que nuestros propios Bristol, y en virtud del acuerdo de licencia, los Alvis se limitaron naturalmente a los tipos ya establecidos, mientras que los motores en desarrollo con potencial para el futuro quedaron excluidos. Sin embargo, esta última aseveración es contradicha por la revista Flight , que escribió en 1937 sobre la licencia: “el acuerdo no sólo incluye el beneficio del conocimiento pasado y presente, sino también del desarrollo futuro”.

## Versiones

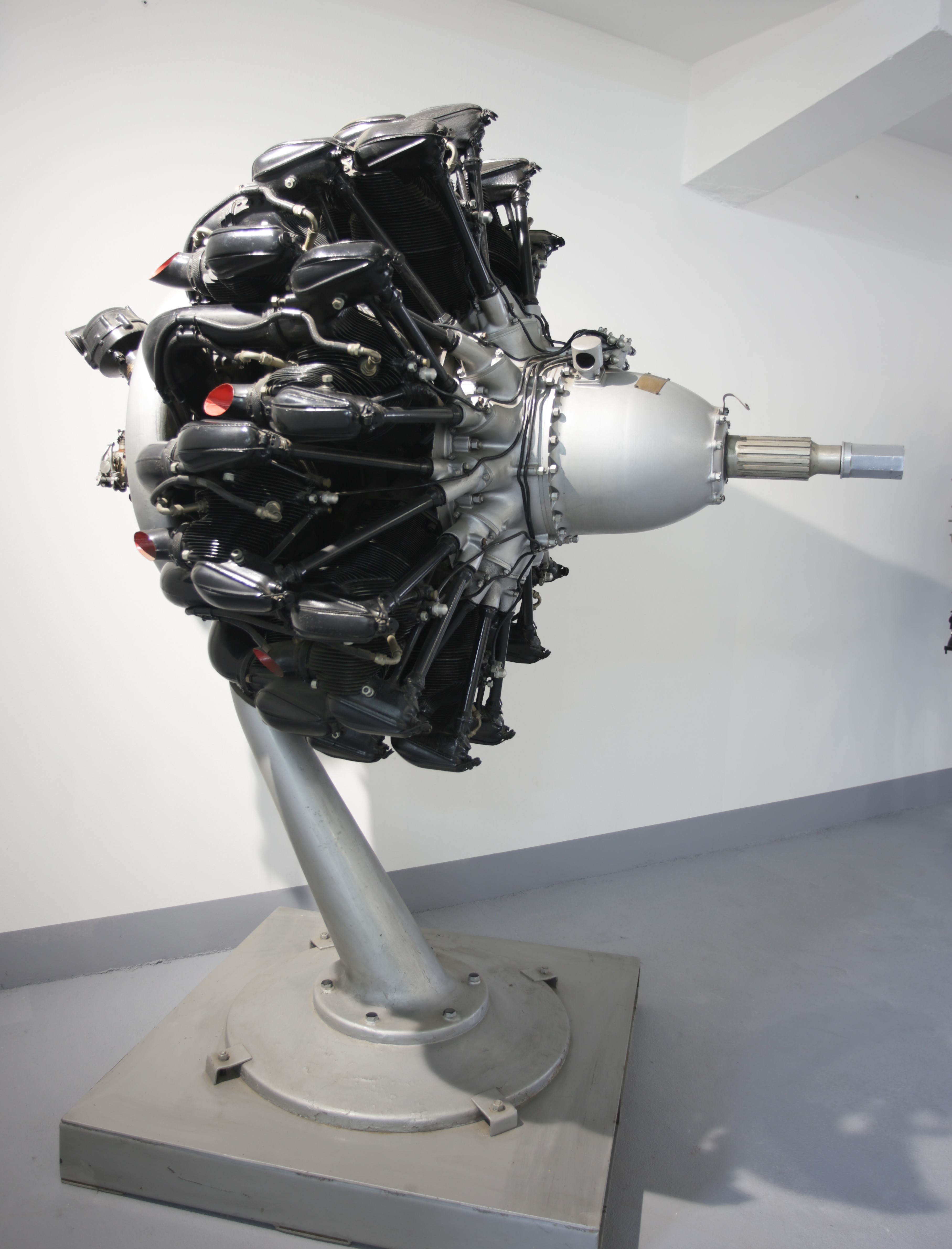
Gnome-Rhône 14N (K9) en el Museo de Ciencia y Tecnología de Belgrado

Datos de: Aircraft engines of the World 1945, Aircraft engines of the World 1961
- 14N-2 : rotación a la izquierda (LH), 780 kW (1050 hp)
- 14N-3 : versión de rotación derecha (RH) del N-2
- 14N-10 : rotación izquierda, 680 kW (910 hp)
- 14N-11 : versión rotación derecha del N-10
- 14N-16 : rotación a la izquierda, 697 kW (935 hp)
- 14N-17 : versión rotación a dcha. del N-16
- 14N-20 : rotación a la izquierda, 846 kW (1135 hp)
- 14N-21 : versión rotación derecha del N-20
- 14N-44 : rotación izquierda, 780 kW (1050 hp)
- 14N-45 : versión rotación derecha del N-44
- 14N-48 : rotación izquierda, 880 kW (1180 hp)
- 14N-49 : versión rotación a derecha del N-48
- 14N-50 : rotación izquierda, 1000 kW (1400 hp)
- 14N-54 : rotación a izq., 930 kW (1250 hp)
- 14N-55 : versión rotación a dcha. del N-54
- 14N-58 : rotación a izq., 880 kW (1180 hp)
- 14N-59 : versión rotación a dcha. del N-58

## Aplicaciones
- Amiot 150BE
- Amiot 351 (1 × 14N-38 / 1 × 14N-39)
- Amiot 354 - (1 × 14N-48 / 1 × 14N-49)
- Bloch MB.131 - (1 × 14N-10 / 1 × 14N-11)
- Bloch MB.135 - (2 × 14M-4 / 2 × 14M-5)
- Bloch MB.150 - (14N-7)
- Bloch MB.151 - (14N-35)
- Bloch MB.152 (14N-25)
- Bloch MB.155 - (14N-49)
- Bloch MB.161 - (2 × 14N-38 / 2 × 14N-39)
- Bloch MB.170 - (2 × 14N-06)
- Bloch MB.174 - (2 × 14N-49)
- Bloch MB.175 - (2 × 14N-48)
- Bloch MB.210 - (1 × 14N-10 / 1 × 14N-11)
- Bloch MB.220 - (1 × 14N-16 / 1 × 14N-17)
- Bloch MB.300 Pacifique - (2 × 14N-16 / 1 × 14N-17)
- Dewoitine D.342 - (2 × 14N-16 / 1 × 14N-17)
- Farman F.222.2 - (4 × 14N-11)
- Farman F.224 - (4 × 14N-1)
- Latécoère 611 (prototipo) - (2 × 14N-30 / 2 × 14N-31)
- Lioré et Olivier LeO 451 - (2 x 14N-48/49
o 14N-38/39 o 14N-46/47)
- Sud-Est SE.161 Languedoc - (2 × 14N-44 / 2 × 14N-45)
- Messerschmitt Me 323 - (varias versiones)
- Koolhoven F.K.58A (14N-16)
- PZL P.24F/G/H (14N-7/14N-21)
- PZL.43A y B Karaś (14N-1)
- SNCAO CAO.700 (2 × 14N-48 / 2 × 14N-49)
- SNCASE SE.100 (1 × 14N-20 / 1 × 14N-21)

## Especificaciones (14N-48)
Datos: Wilkinson. Aircraft engines of the World 1945

## Características generales
- Tipo: motor radial de dos filas y catorce cilindros refrigerado por aire
- Diámetro : 146 mm
- Carrera : 165 mm
- Cilindrada : 38,67 l
- Longitud: 1480 mm
- Diámetro: 1290 mm
- Peso seco : 620 kg

## Componentes
- Tren de válvulas : dos válvulas en cabeza de admisión y dos de escapes por cilindro
- Sistema de distribución: una válvula de admisión y una válvula de escape refrigerada por sodio por cilindro
- Sobrealimentador : centrífugo de una sola etapa y velocidad
- Sistema de combustible: carburador Stromberg
- Tipo de combustible: gasolina de 87 octanos
- Sistema de aceite: Alimentación a presión a 480 kPa (70 psi)
- Refrigeración: refrigerado por aire
- Engranaje reductor : engranaje planetario 0,5:1

## Actuación
Salida de potencia
- Despegue: 880 kW (1180 hp) a 2650 rpm
- Militar: 790 kW (1060 hp) a 2400 rpm a 3900 m (12 800 pies)
- Crucero: 630 kW (850 hp) a 2100 rpm a 3900 m (12 800 pies)
- Potencia específica : 22,45 kW/l
- Relación de compresión : 6,8:1
- Relación potencia-peso : 1,4 kW/kg